# Edward Lee
Edward Lee (* 1957 in Washington, D.C.) ist ein US-amerikanischer Autor von Thrillern und Horrorliteratur.

## Leben und Karriere
Nach Stationen in der U.S. Army und als Polizist konzentrierte er sich lange Jahre darauf, vom Schreiben leben zu können. Während dieser Zeit arbeitete er als Nachtwächter im Sicherheitsdienst. 1997 konnte er seinen Traum endlich verwirklichen. Er lebt heute in Florida und hat mehr als 40 Romane geschrieben, darunter den Horrorthriller Header (1995), der 2006 verfilmt wurde.
Er gilt als obszöner Provokateur und führender Autor des Extreme Horror und ebenfalls als der Gothic Fantasy angehörend.
Einer seiner stärksten Einflüsse sieht Lee selbst in H. P. Lovecraft. Er schrieb einige Romane, die an den Cthulhu-Mythos, Lovecrafts größtes und bekanntestes Werk, angelehnt sind. Darunter befinden sich Trolley No. 1852, Pages Torn From A Travel Journal, Innswich Horror (OT: The Innswich Horror), The Dunwich Romance sowie Der Besudler auf der Schwelle (OT: The Haunter Of The Threshold). Letzterer erschien im Festa-Verlag wegen seines an Cthulhu angelehnten Inhalts in der Reihe H. P. Lovecrafts Bibliothek des Grauens. 2012 gewann Innswich Horror den Vincent Preis in der Kategorie Bestes Internationales Literaturwerk.
Der Roman Das Schwein (OT: The Pig) erschien Anfang 2013 in der noch relativ neuen Extreme-Reihe des Festa Verlags. Das Buch ist nicht über den normalen Buchhandel erhältlich, sondern nur über die Verlagswebsite. Auch im Englischen wurden einige von Lees Werken in speziellen, limitierten Editionen verlegt.

## Veröffentlichungen

### In Deutsch
- Inferno (Originaltitel: City Infernal, 2001) (Heyne Verlag, 2006) ISBN 978-3-453-53230-4
- Inferno – Höllensturz (Originaltitel: Infernal Angel, 2003) (Heyne Verlag, 2006) ISBN 978-3-453-53231-1
- Innswich Horror (Originaltitel: The Innswich Horror, 2010) (Voodoo Press, 2012) ISBN 978-3-902802-14-9
- Haus der bösen Lust (Originaltitel: Gast bzw. The Black Train, 2007 bzw. 2009) (Festa Verlag, 2012) ISBN 978-3-86552-149-1
- Bighead (Originaltitel: The Bighead, 1997) (Festa Verlag, 2012) ISBN 978-3-86552-161-3
- Creekers (Originaltitel: Creekers, 1994) (Festa Verlag, 2012) ISBN 978-3-86552-162-0
- Flesh Gothic (Originaltitel: Flesh Gothic, 2005) (Festa Verlag, 2012) ISBN 978-3-86552-163-7
- Der Besudler auf der Schwelle (Originaltitel: The Haunter of the Threshold, 2009) (Festa Verlag, 2012) (ISBN nicht vorhanden, da Privatdruck, d. h. nur über die Verlagswebsite erhältlich[2]) Sammlerausgabe, limitiert auf 999 Stück (vergriffen)
- Das Schwein (Originaltitel: The Pig, 1997[3]) (Festa Verlag, 2013) (ISBN nicht vorhanden, da Privatdruck, d. h. nur über die Verlagswebsite erhältlich[4])
- Der Teratologe (Originaltitel: Teratologist, 2003) zusammen mit Wrath James White (Festa Verlag, 2013) (ISBN nicht vorhanden, da Privatdruck, d. h. nur über die Verlagswebsite erhältlich[5])
- Der Höllenbote (Originaltitel: Messenger, 2004) (Festa Verlag, 2014) ISBN 978-3-86552-249-8
- Golem (Originaltitel: The Golem, 2009) (Festa Verlag, 2014) ISBN 978-3-86552-304-4
- Incubus (Originaltitel: Incubi, 1991) (Festa Verlag, 2014) ISBN 978-3-86552-267-2
- Porträt der Psychopathin als junge Frau (Originaltitel: Portrait of the Psychopath as a Young Woman) (Festa Verlag, 2016) ISBN 978-3-86552-416-4
- Gewürm (Originaltitel: Slither, 2013) (Festa Verlag, 2017) ISBN 978-3-86552-516-1
- Die Romanze von Dunwich (Originaltitel: The Dunwich Romance. Deadlite Press, Portland 2013, ISBN 978-1-62105-129-9) (Festa Verlag, 2020) (ISBN nicht vorhanden, da Privatdruck, d. h. nur über die Verlagswebsite erhältlich) (limitiert auf 999 Stück; vergriffen)
- Die Minotauress (Originaltitel: The Minotauress) (Festa Verlag 2015) (ISBN nicht vorhanden, da Privatdruck, d. h. nur über die Verlagswebsite erhältlich[6])
- Mister Torso und andere EXTREMitäten (Originaltitel: Brain Cheese Buffet) (Festa Verlag, 2016) (ISBN nicht vorhanden, da Privatdruck, d. h. nur über die Verlagswebsite erhältlich[7])
- Monstersperma (Originaltitel: Going Monstering) (Festa Verlag, 2014) (ISBN nicht vorhanden, da Privatdruck, d. h. nur über die Verlagswebsite erhältlich[8])
- GOON – Das perfekte Wrestling-Match (Festa Verlag, 2014) (ISBN nicht vorhanden, da Privatdruck, d. h. nur über die Verlagswebsite erhältlich[9])
- SHIFTERS – Radikal böse (Originaltitel: Shifter) zusammen mit John Pelan (Festa Verlag, 2016) ISBN 978-3-86552-447-8
- Muschelknacker (Originaltitel: Family Tradition) zusammen mit John Pelan (Festa Verlag, 2014) (ISBN nicht vorhanden, da Privatdruck, d. h. nur über die Verlagswebsite erhältlich[10])
- 65 Stirrup Iron Road (Originaltitel: 65 Stirrup Iron Road, ) zusammen mit Jack Ketchum, Wrath James White, Bryan Smith  (Festa Verlag, 2014) (ISBN nicht vorhanden, da Privatdruck, d. h. nur über die Verlagswebsite erhältlich) (Sammlerausgabe, limitiert auf 666 Stück (vergriffen))
- Header (Originaltitel: Header, 1995) (Festa Verlag, 2016) (ISBN nicht vorhanden, da Privatdruck, d. h. nur über die Verlagswebsite erhältlich) (Sammlerausgabe, limitiert auf 666 Stück; vergriffen)
- Das Snuff-Haus (Originaltitel: The House) (Festa Verlag, 2017) (ISBN nicht vorhanden, da Privatdruck, d. h. nur über die Verlagswebsite erhältlich[11]).
- Der Hornbrecher (Originaltitel: The Horncranker, 2002) (Festa Verlag, 2017) (ISBN nicht vorhanden, da Privatdruck, d. h. nur über die Verlagswebsite erhältlich[12]).
- Dahmer ist nicht tot (Originaltitel: Dahmer's Not Dead, 1999) zusammen mit Elizabeth Steffen (Festa Verlag, 2017) ISBN 978-3-86552-567-3
- Die Ordner (Originaltitel: The Ushers, 1999) in Festa Special (Festa Verlag, 2018), ISBN nicht vorhanden, da Privatdruck, d. h. nur über die Verlagswebsite erhältlich
- Totenlust (Originaltitel: Ghouls, 1988), (Festa Verlag, 2018), ISBN 978-3-86552-635-9.
- Header 2 (Originaltitel: Header 2, 2010) (Festa Verlag, 2019) (ISBN nicht vorhanden, da Privatdruck, d. h. nur über die Verlagswebsite erhältlich) (Sammlerausgabe, limitiert auf 999 Stück; vergriffen)
- mit Ryan Harding: Header 3. (Originaltitel: Header 3, Necro Publications, Sanford 2017, ISBN 978-1-944703-25-7) (Festa Verlag, 2019) (ISBN nicht vorhanden, da Privatdruck, d. h. nur über die Verlagswebsite erhältlich) (Sammlerausgabe, limitiert auf 999 Stück; vergriffen)

### In Englisch
- Nightbait (als Philip Straker) (1982)
- Nightlust (als Philip Straker) (1982)
- Ghouls (1988)
- Coven (1991)
- Succubi (1992)
- The Chosen (1993)
- Sacrifice (als Richard Kinion) (1995)
- Header (1995)
- Goon (1996) zusammen mit John Pelan
- Shifters (1998) zusammen mit John Pelan
- Portrait of the Psychopath as a Young Woman (1998) zusammen mit Elizabeth Steffen
- Splatterspunk: The Micah Hays Stories (1998) zusammen mit John Pelan
- Masks (1999)
- Operator B (1999)
- Dahmer’s Not Dead (1999) zusammen mit Elizabeth Steffen
- The Stickmen (1999)
- The Deaths of the Cold War Kings: The Assassinations of Diem & JFK (2000) zusammen mit Bradley O’Leary
- Mr. Torso (2002)
- Sex, Drugs and Power Tools (2002)
- Family Tradition (2002) zusammen mit John Pelan
- Monstrosity (2002)
- Ever Nat (2003)
- The Baby (2003)
- The Backwoods (2005)
- Monster Lake (2005)
- Slither (2006)
- House Infernal (2007)
- Minotauress (2008)
- Brides of the Impaler (2008)
- Golemesque (2009)
- Trolley No. 1852 (2009)
- City of Sixes (2009)
- You are My Everything (2010)
- Going Monstering (2010)
- Lucifers Lottery (2010)
- Pages Torn From a Travel Journal (2011)
- Vampire Lodge (2011)
- Witch Water (2011)